# Clemente Marroquín Rojas

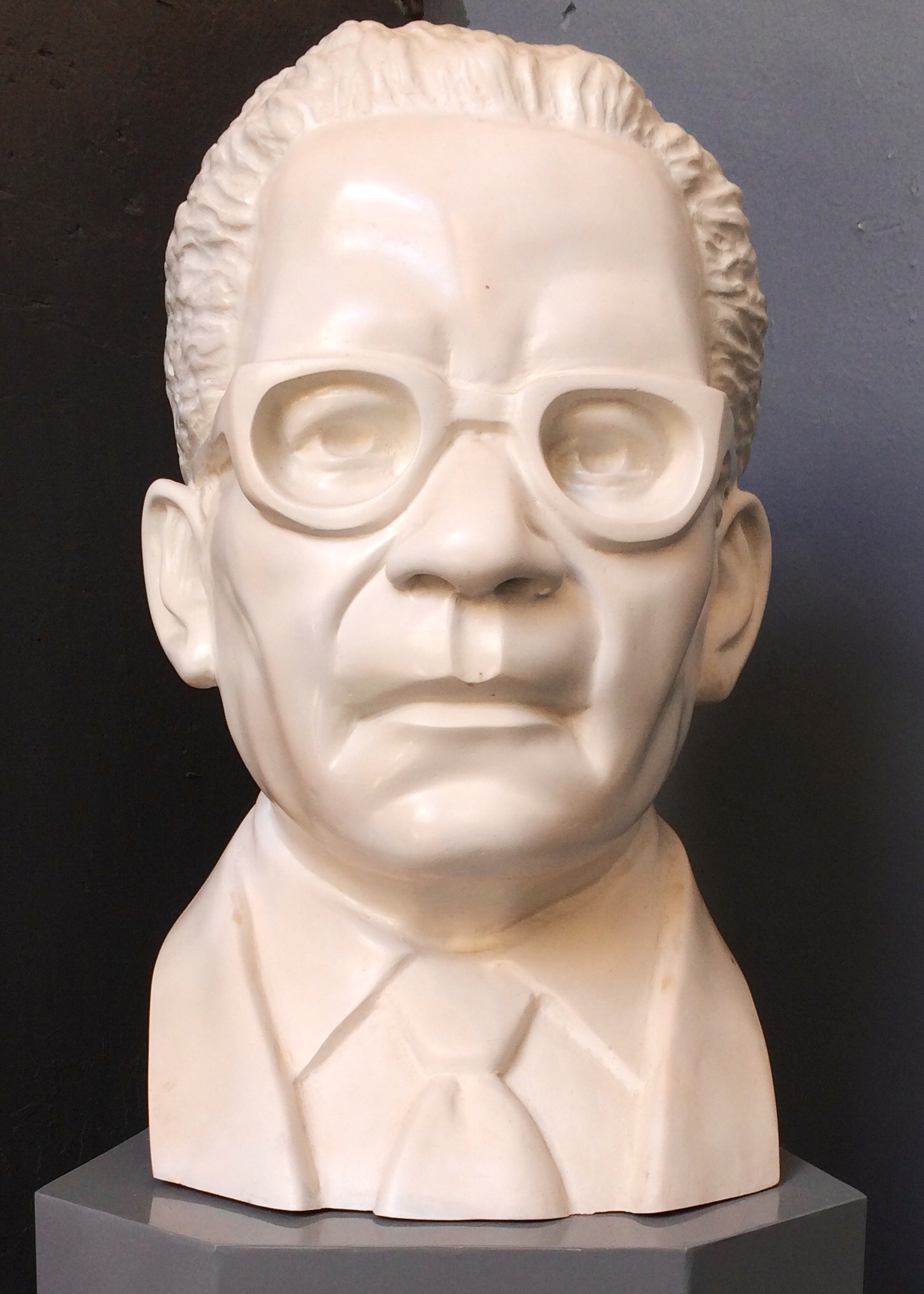
Clemente Marroquín Rojas

Clemente Marroquín Rojas (* 12. August 1897 in Los Achiotes, am Fuß des Cerro Jumay Departamento Jalapa; † 8. April 1978) war Journalist, Verleger und Politiker in Guatemala.

## Leben
Er begann sein journalistisches Schaffen in einer Studentenzeitung, in welcher er gegen die Diktatur von Manuel José Estrada Cabrera schrieb. 1920 gründete er die Tageszeitung La Hora, wo er seine Leitartikel veröffentlichte, welche teilweise in anderen lateinamerikanischen Zeitungen nachgedruckt wurden und schließlich in der Library of Congress archiviert wurden. Er schloss sein Studium 1925 an der Universidad de San Carlos de Guatemala als Anwalt und Notar ab. Er wurde Mitglied der Partido Unionista. Er ging ins Exil nach Honduras. Nach seiner Rückkehr nach Guatemala initiierte er mit anderen Verlegern, eine Kampagne gegen die Wahl von Jorge Ubico Castañeda zum Präsidenten 1926 mit dem Titel „Desnudando al ídolo“ (deutsch etwa Des Kaisers neue Kleider). Als Ubico unter José María Reina Andrade am 14. Februar 1931 gewählt wurde, ging Marroquín von Guatemala nach El Salvador ins Exil. Dort half er Alfredo Schlesinger beim Verfassen einer Auftragsarbeit für Maximiliano Hernández Martínez: La verdad sobre el comunismo Tipografía Nacional, Guatemala 1932, in welchem La Matanza (El Salvador) verharmlosend dargestellt wird. Nach dem Sturz von Ubico kehrte er nach Guatemala zurück und eröffnete La Hora erneut. Marroquín Mitglied war in der verfassungsgebenden Versammlung. Nach der Operation PBSUCCESS 1954 wurde Carlos Castillo Armas zu seinem Geburtstag zum Präsidenten gemacht. Von 1955 bis 1959 verlegte Maroquin alle zwei Wochen Palenque. Nachdem am 26. Juli 1957 Carlos Castillo Armas zum Abendessen von seinem Leibwächter erschossen worden war, wurde Marroquín vom März 1958 bis zum März 1959, vom Parlament zum Vizepräsidenten unter José Miguel Ramón Idígoras Fuentes bestimmt, anschließend war er Landwirtschaftsminister von Guatemala.
Vom 1. Juli 1966 bis zum 30. Juni 1970 war er noch einmal Vizepräsident unter Julio César Méndez Montenegro. Marroquín war erster Präsident des guatemaltekischen Journalistenverbandes Asociación de Periodistas de Guatemala, APG. Er erhielt den Orden vom Quetzal und den Francisco Morazán die höchste Auszeichnung von Honduras.
Auch die Nachkommen Clemente Marroquín Rojas’ hatten und haben bedeutende Funktionen in der guatemaltekischen Presse, Politik und im Wirtschaftsleben inne. Sein Sohn Óscar Marroquín (1924–2010) war unter anderem Kongressabgeordneter und Gründer der Journalistenvereinigung Guatemalas. Zu seinen Enkeln zählt Gonzalo Fernando Marroquín, der Chefredakteur der Zeitung Prensa Libre.

## Veröffentlichungen
- Historia del movimiento unionista, Talleres gráficos. R. Llauger, Barcelona, España, 1929. 360 p
- Los cadetes : historia del segundo atentado contra Estrada Cabrera, Sánchez & de Guise, 1930.
- En el corazón de la montaña Sánchez & de Guise, 1930.
- La derrota de una batalla, 1957
- México jamás ha poseído territorio propio al sur de Río Hondo, Editorial del Ejército, 1962.
- Francisco Morazán y Rafael Carrera, 1965.
- El retorno a Bolívar, 1972
- Memorias de Jalapa, o, Recuerdos de un remichero, 1977